# ウラジスラフ・スルコフ

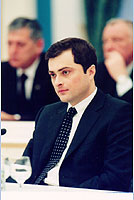
ウラジスラフ・スルコフ（2008年）

ウラジスラフ・ユリエヴィチ・スルコフ（ロシア語: Владислав Юрьевич Сурков、ラテン文字転写の例：Vladislav Yurievich Surkov、1964年9月21日－ ）は、ロシアの政治家。ロシア大統領府副長官を経て、2011年12月27日、副首相に任命。2012年5月ドミートリー・メドヴェージェフ内閣でも副首相権内閣官房長官に留任した（-2013年5月）。2013年9月20日から 2020年2月まで大統領補佐官をつとめた。

## 経歴
スルコフの父親はチェチェン人であり、生まれて5年間をチェチェン共和国のドゥバユルトとグローズヌィで過ごした。父親の名前はアンダルベク・ドゥダーエフ（チェチェン初代大統領のジョハル・ドゥダーエフとは無関係）といい、スルコフの初名はアスラムベク Aslambekである。出身地はチェチェン共和国シャーリ Shaliであるが、公式にはリペツク地区 Lipetskソルントセルヴォ村 Solntsevoとしている。両親の離婚によって母とともにリペツク地区に移り名前をロシア風にウラジスラフ・スルコフに改名した。
モスクワ国際関係大学を卒業後、同大学大学院を修了し経済学修士号を取得した。1991年ミハイル・ホドルコフスキーのメナテップ銀行 Bank Menatep、1996年ピョートル・アーヴェン（ピョートル・アベン）のアルファ銀行（アリファ銀行） Alfa Bankにそれぞれ重役として勤務する。1998年ロシア公共テレビ（ORT）の広報担当ディレクターとして短期間の勤務を経て、1999年ロシア大統領府副長官に任命される。2004年3月から大統領府副長官と大統領補佐官を兼務している。
2013年5月、副首相を辞任したが、同年9月20日、大統領補佐官に就任することが発表された。2020年2月退任。ウラジーミル・メジンスキーが後任した。

## 思想
スルコフは、プーチン政権における「灰色の枢機卿」、つまり重要な裏方である。2004年ロシア大統領選挙ではプーチン選対でメディア戦略を担当し、プーチンの大統領再選に貢献した。また、デロヴァーヤ・ロシア（Delovaya Rossiya、ビジネス・ロシア）、経済フォーラム（ロシア・ビジネス経済フォーラム）のメンバーで、フォーラムにおいて「如何にロシアは国際的な陰謀と闘うか」と題して内輪のスピーチを行ったが、これは国内外で広範な議論の的となった。また、プーチン大統領への忠誠を誓う、官製青少年組織「ナーシ」（友軍）の創設者としても名前が挙がっている。
プーチン政権における主要なイデオローグとして知られ、ロシアの国益を優先する「伝統的なロシア民主政治」を「主権民主主義」（ロシア語: Суверенная демократия）として主張している。この主権民主主義論については、第一副首相（現ロシア大統領）のドミートリー・メドヴェージェフが批判している。
チェチェン問題では、ラムザン・カディロフを支持している。

## 人物
英語が堪能。ユリア・ヴィシュネフスカヤ夫人との間に一男がいる。イリヤ夫人は、エリツィン政権の大統領府長官、第一副首相を務め、現在統一エネルギーシステム会長であるアナトリー・チュバイス夫人の姉妹に当たる。